# Tadeusz Słobodzianek
Tadeusz Słobodzianek (n. 26 aprilie 1955, Jeniseisk) este un dramaturg polonez, regizor, critic teatral, pedagog și director al Teatrului Dramatic din Varșovia.

## Biografie
A studiat teatrologie la Universitatea Jagiellonă din Cracovia. În anii 1978-1981 a scris, sub pseudonimul Jan Koniecpolski, recenzii teatrale pentru săptămânalul „Polityka” (Politica). În 1980 a debutat cu piesa „Historia o żebraku i osiołku”. La începutul lunii octombrie 2010 i s-a decernat Premiul Nike pentru piesa „Nasza klasa” (Clasa noastră, 2008).
Trăiește în Varșovia.

## Piese de teatru
- Historia o żebraku i osiołku (1980)
- Baśń jesienna (1981)
- Pułapka (1983)
- Obywatel Pekosiewicz (1989)
- Turlajgroszek (1990)
- Prorok Ilja (Proorocul Ilie, 1991)[5][6]
- Jaskółeczka (1992)
- Merlin - inna historia (1993)
- Obywatel Pekoś (1997)
- Nasza Klasa (2008)
- Kabaret na koniec świata (2011)